# Elección del consejo del condado de Glamorgan de 1931
La decimocuarta elección al consejo del condado de Glamorgan, al sur de Gales, tuvo lugar en marzo de 1931. Fue precedida por la elección de 1928 y seguida por la elección de 1934, según lo estipulado bajo el ciclo común del mandato .

## Resumen del resultado
Los laboristas defendían una mayoría segura en una elección en la que se enfrentaron a la oposición de la izquierda en la forma del Partido Comunista, así como a oponentes más tradicionales. El resultado mostró pocos cambios con respecto a años anteriores, cosa que era observable en Europa durante la época, asociado a las esferas de influencia que se iba formando.

## Cambios de límites
No hubo cambios de límites en esta elección, cosa que se mantuvo por un tiempo.

## Candidatos
13 candidatos fueron electos sin oposición, cosa poco usual.

## Elecciones impugnadas
La mayoría de los regidores que se retiraban fueron devueltos a su cargo una vez se dio el resultado.

## Desarrollo
Los laboristas conservan su mayoría. El partido ganó algunos escaños adicionales, como Pentre en Rhondda, donde T.A. Thomas se había mantenido frente a varios desafíos laboristas anteriores, no era un hecho inaudito, pero tampoco representaba un estado tan sólido como las anteriores ocasiones donde si hubo un incremento.
En el distrito de Cymmer, David Thomas, que no había logrado ocupar el puesto en 1928 después de que David Watts-Morgan fuera elegido concejal, tuvo éxito después de que el Independiente en funciones dimitiera, complicado de determinar como tal .